# Basil John Mason
Sir Basil John Mason, britanski fizik in meteorolog, * 18. avgust 1923, † 6. januar 2015.
Med letoma 1965 in 1983 je bil direktor britanske Meteorološke pisarne in med letoma 1968 in 1970 je bil predsednik Kraljeve meteorološke družbe.